# گلسفید
گُل‌سِفید، روستایی از توابع بخش مرکزی شهرستان لنگرود در استان گیلان ایران است. دهستان گلسفید از بزرگترین دهستان‌های این شهرستان به شمار می‌رود.

## تاریخچه‌ نام
این روستا دهها سال است که دهستان و مرکزیت روستاهای اطراف خود مانند فتیده، دریاکنار را بعهده دارد و در شرق شهرستان لنگرود به فاصله ۹ کیلومتری در موقعیت جغرافیایی آن قرار گرفته که فاصله این دهستان با مرکز استان گیلان شهرستانهای بزرگ رشت در حدود ۷۰ کیلومت است و اما چرا نام آن را گل سفید نامیده اند که در محاوره عمومی گِل سفید گفته می شود که نام با مسمایی برای آن است صاحب نظران به این باورند خاک گیلان که از باران و آب و نمناکی فراوانی برخوردار است و خاک آن سراسر رنگین از درختان و گیاهان و گلها و سبزه های پر بار و فراوان است روزی که پای انسان به مکانی از آن در گذر و حضر رسید و رنگ و جلوه ای برجسته از رویشها نظرش را جلب میکرد آن را از تصور ذهن بر زمان می آورد و نام و هویت آنجا را مشخص می کرد مانند بخشی از حومه چابکسر که در آنجا رز یا گل سرخ پرورش می دادند دریا و آبادیهایش گل سرخ نامیده شده است و یا محلی در نزدیکی لنگرود را پلت کله می گویند چون درختان سفید پوست پلت بسیاری در آنجا سر به آسمان داشت یا از اوائل فروردین زمینهای بکر باغات روستای گلسفید هنوز از گیاه پایه کوتاهی به صورت گلهای ستاره ای پنج پر سفید پوش می شود به جز این در بیشتر فصلها پیچک تال با گُلهای شیپوری سفید خود در همه جای آن چشمها را می نوازد و شکوفه های سفید درختان مرکبات هم از اردیبهشت ماه در اینجا غوغایی بر پا می کند به همین دلائل چون این آبادی همانند همه آبادیهای اطراف خاکش تیره و سیاه می باشد بنابراین نام گُل سفید حقیقت و شایسته آن است.

### جمعیت
این روستا در دهستان گل سفید قرار دارد و براساس سرشماری مرکز آمار ایران در سال ۱۳۸۵، جمعیت آن ۹۲۰ نفر (۳۱۶خانوار) بوده‌است.

## تاريخ محلی گل‌ سفید
ناشر : ابرار معاصر تهران_ عابد اکبری 

عابد اكبری